# 茶道具

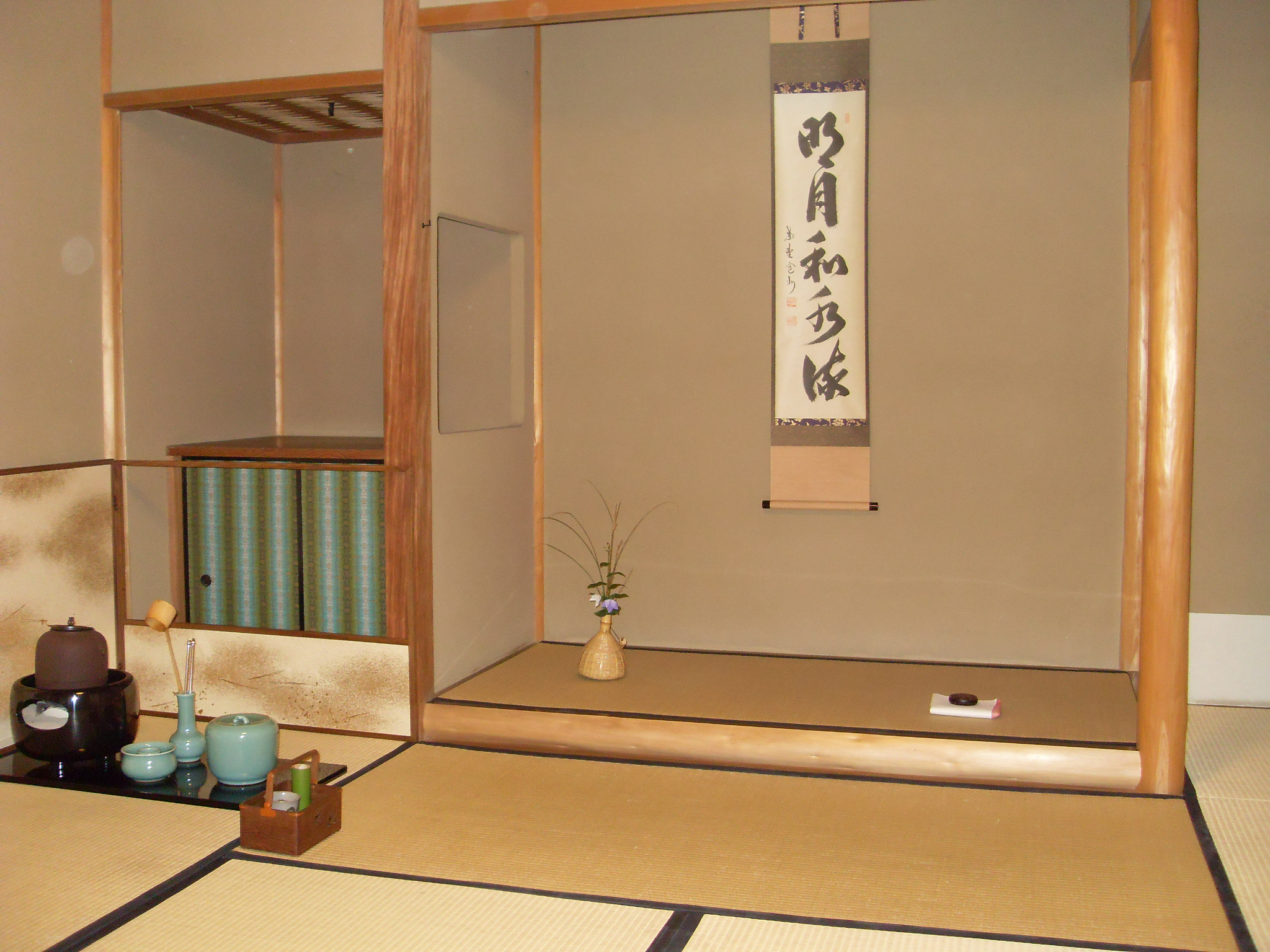
茶道具の設置例。左から、風炉と釜・建水（中に蓋置）・柄杓と火箸・水差・煙草盆で下に敷いてあるのは長板。床の間に左から花入・掛け物・香合。風炉を用いた夏の飾り（配置）で、この後客が入り茶碗と茶器が持ち込まれてお手前が開始される。

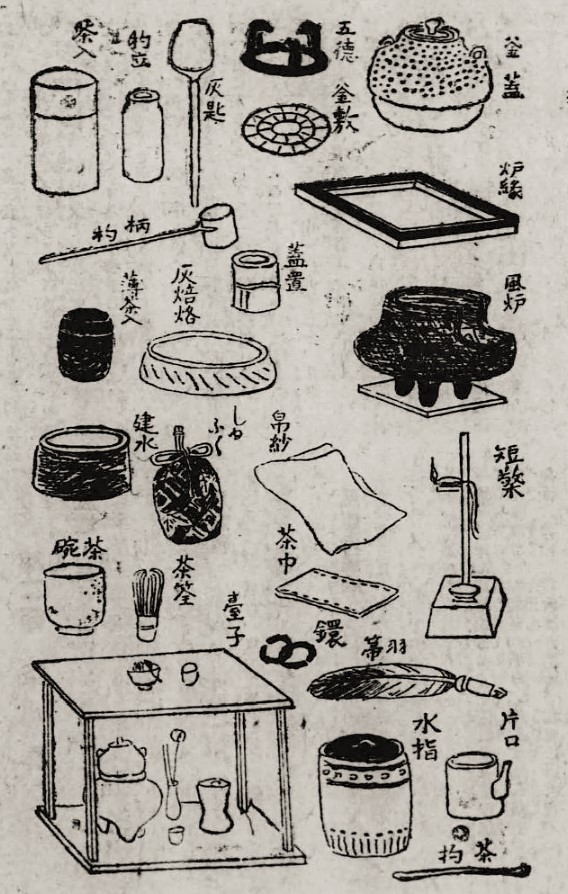
茶道具の名前

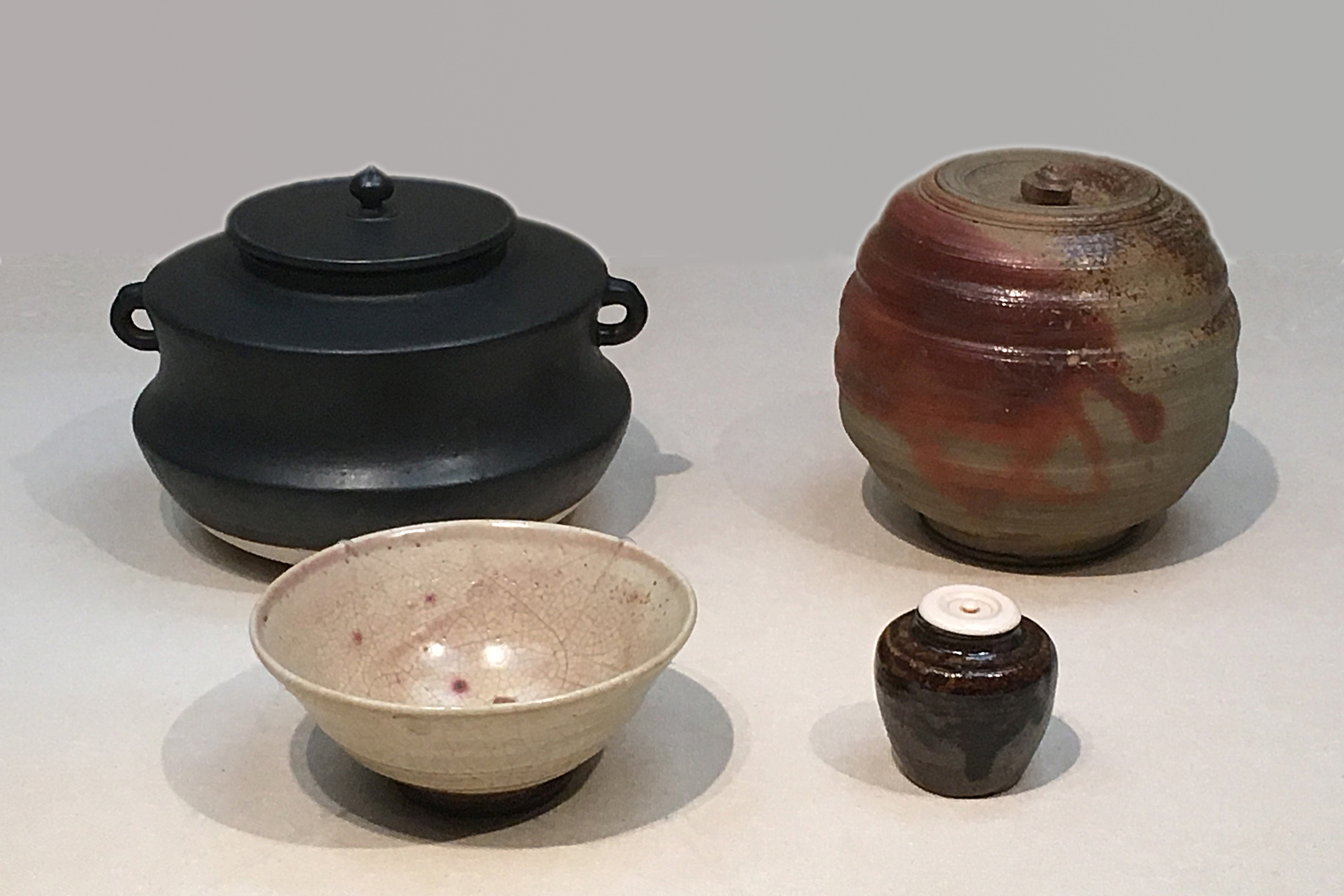
（前左）瀬戸唐津茶碗 瀬戸・加藤春岱 江戸時代（19世紀） 個人蔵
（前右）茶入 銘山蔭 戸山 江戸時代（19世紀） 個人蔵
（後左）黒釉釜 瀬戸・高島徳松（二代） 大正時代 愛知県陶磁美術館
（後右）藻掛芋頭水指 常滑・初代松下三光 江戸時代（19世紀） 個人蔵（以上愛知県陶磁美術館にて展示）

茶道具（ちゃどうぐ）は、茶道に用いる道具類の総称。

主に、抹茶を点てる茶碗、抹茶を泡立てる竹製の茶筅、抹茶を計る茶杓、抹茶を保管する茶入、お湯を扱う柄杓、お茶に使う水を入れる水指などがあり、季節や茶会のテーマに応じて選ばれる。

## 歴史
茶を飲む文化は、平安時代に僧侶によって中国（唐）から伝わったとされる。中国からもたらされた茶道具は「唐物（からもの）」と呼ばれ、賞玩物として茶会で飾られた。

室町時代になると、唐物だけでなく日本で作られた道具も使うなど、わびの精神に基づく「わび茶」が生まれ、新たな趣向のもとで茶道具もさまざまに生み出されていった。特に、わび茶を大成したと言われる千利休（1522～1591）は、独自の哲学・審美眼によって革新的な茶道スタイル・茶道具を考案した。

## 一般的な茶道具の一覧
- 茶碗（ちゃわん）
- 釜（茶釜/ちゃがま、風炉/ふろ）、炭十能（たんじゅうのう）、火起こし（ひおこし）
- 風炉先屏風（ふろさきびょうぶ）
- 柄杓（ひしゃく）
- 盆（ぼん）
  - 千歳盆（ちとせぼん）
  - 花形盆（はながたぼん）
  - 山道盆（やまみちぼん）
- 水指（みずさし）
- 水注薬缶（みずつぎやかん）
- 茶筅（ちゃせん）
- 茶巾（ちゃきん）
- 茶巾筒（ちゃきんづつ）
  - 巾筒（きんとう）
- 茶器（ちゃき）
  - 茶入（ちゃいれ）
  - 棗（なつめ）
  - 薄茶器（うすちゃき）
  - 茶壷（ちゃつぼ）
  - 茶筒（ちゃづつ）（筒）
  - 抹茶篩（まっちゃふるい）（篩）
- 茶杓（ちゃしゃく）
- 蓋置（ふたおき）
- 杓立（しゃくたて）
- 建水（けんすい）
- 台子（だいす） - 棚（たな） - 板（いた）
- 袱紗挟み（ふくさばさみ）
  - 帛紗（ふくさ）
  - 古袱紗（こぶくさ）
  - 扇子（せんす）
  - 懐紙（かいし）
  - 小茶巾（こぢゃきん）
  - 菓子切り（かしきり）
- 菓子器（かしき、ヤンポ）
  - 菓子鉢（かしばち）
  - 振り出し（ふりだし）
- 香合（こうごう）
- 掛物（かけもの、掛け軸）
- 花入（はないれ、花器、花かご）
- 蹲（つくばい）

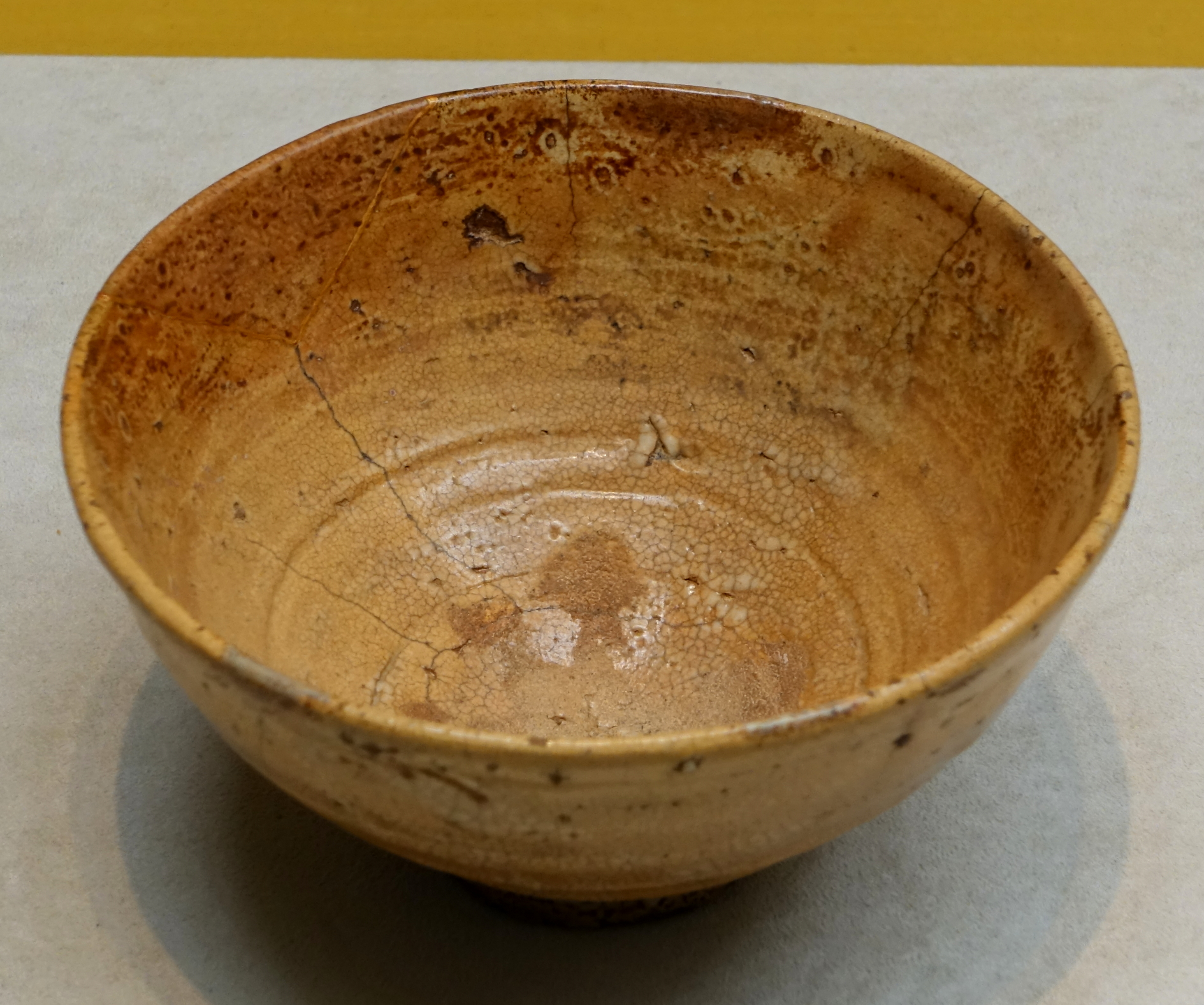
高麗茶碗 大井戸茶碗　佐野井戸 朝鮮時代（16世紀）東京国立博物館
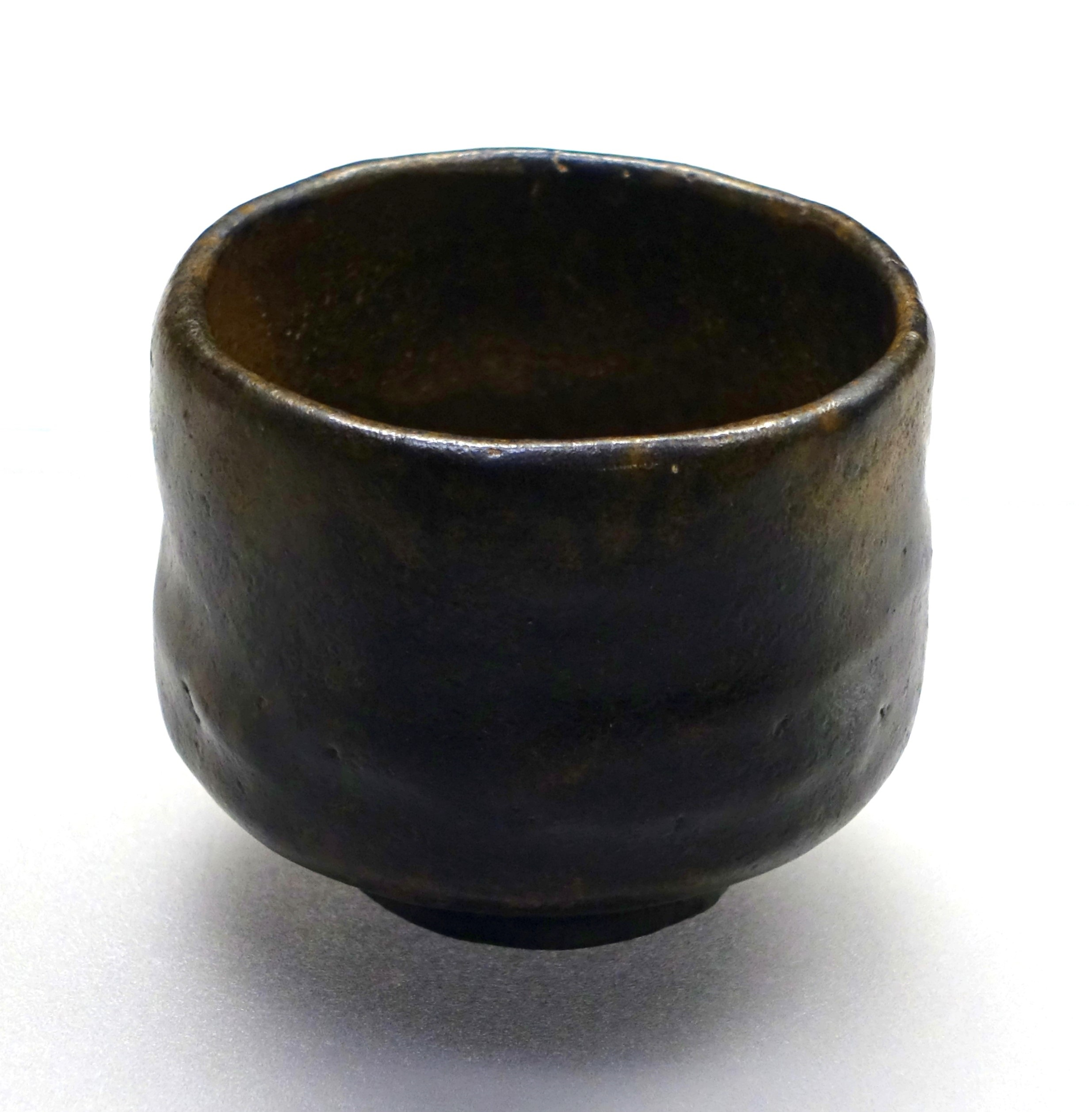
和物茶碗 黒楽茶碗 長次郎焼（常慶作） 銘末広 安土桃山時代（16世紀）東京国立博物館
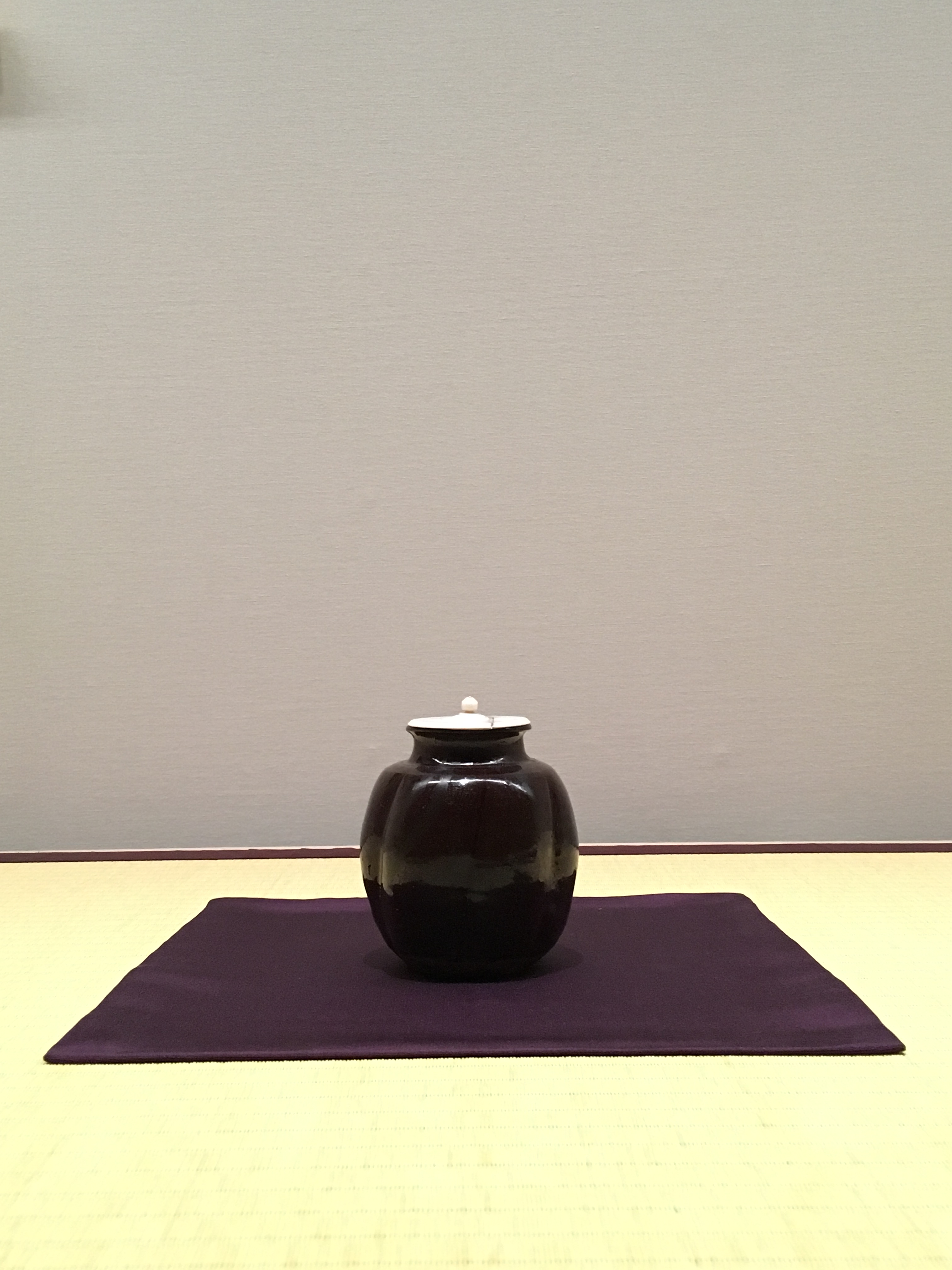
茶入　唐物箆目肩衝茶入 大名物 南宋 - 元時代（13 - 14世紀）MOA美術館
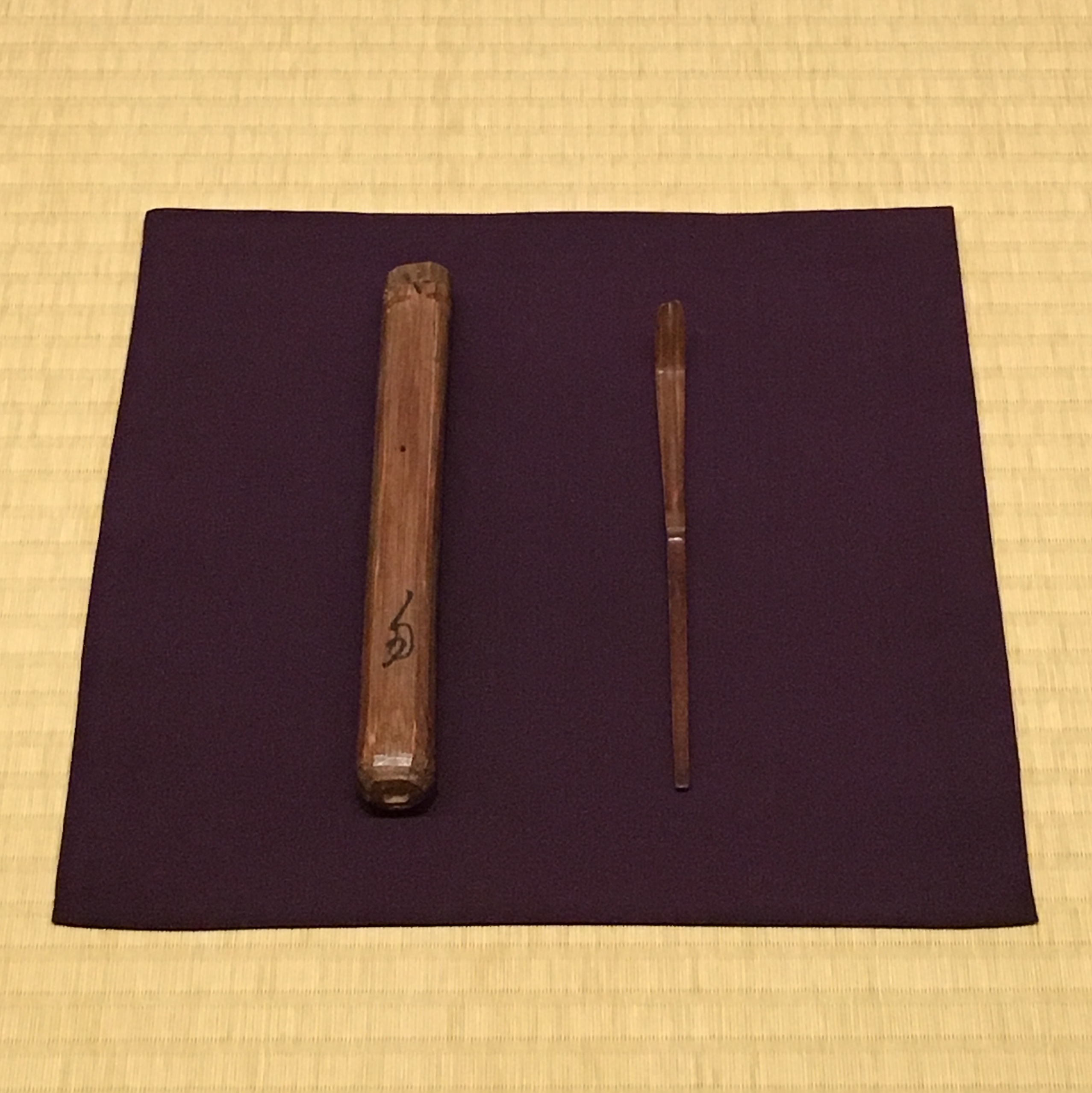
茶杓 千利休作 共筒「易」銘 芸州浅野家伝来 安土桃山時代（16世紀後期）MOA美術館
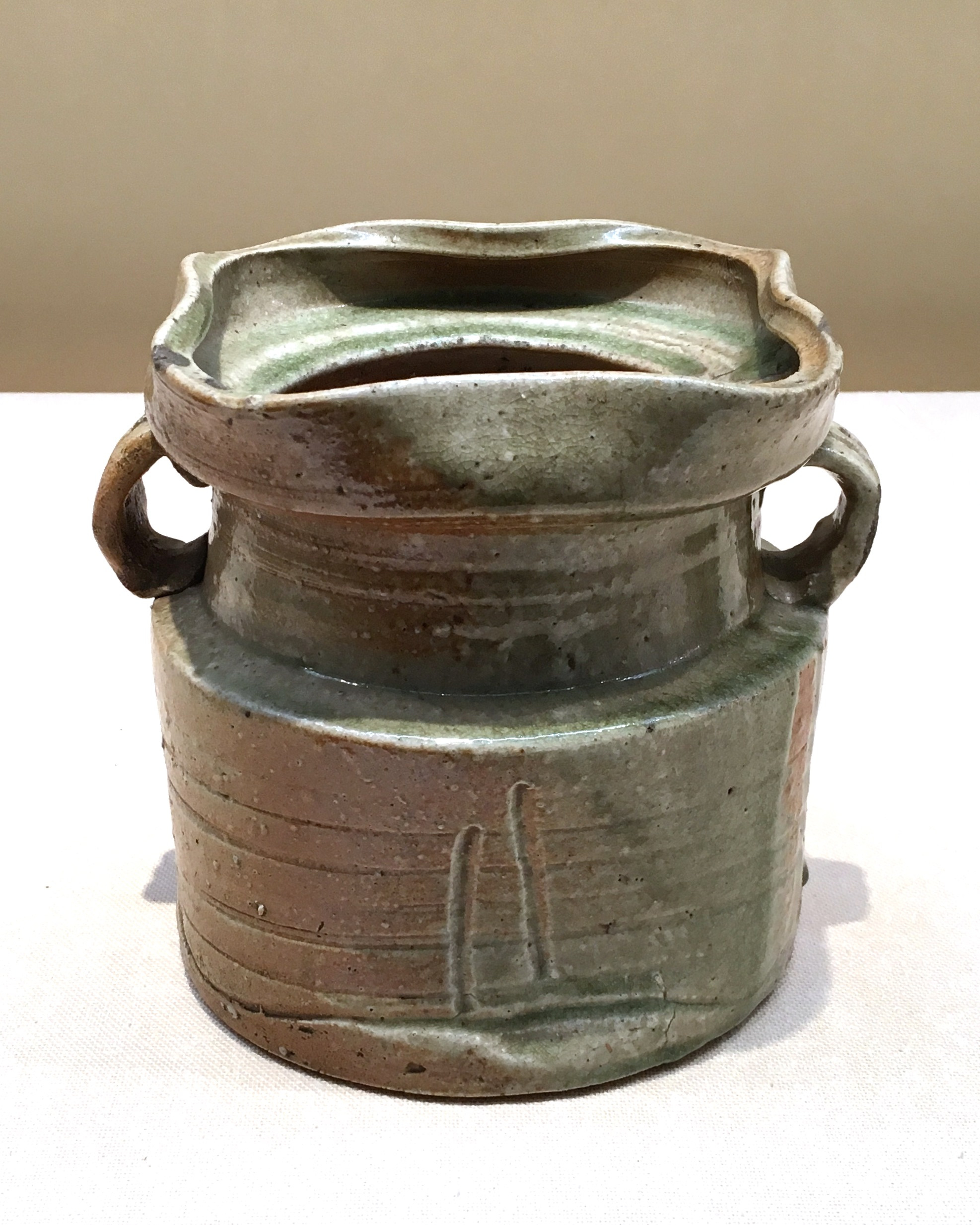
水指 伊賀四方口耳付水指 安土桃山時代（17世紀初頭）個人蔵（愛知県陶磁美術館展示）
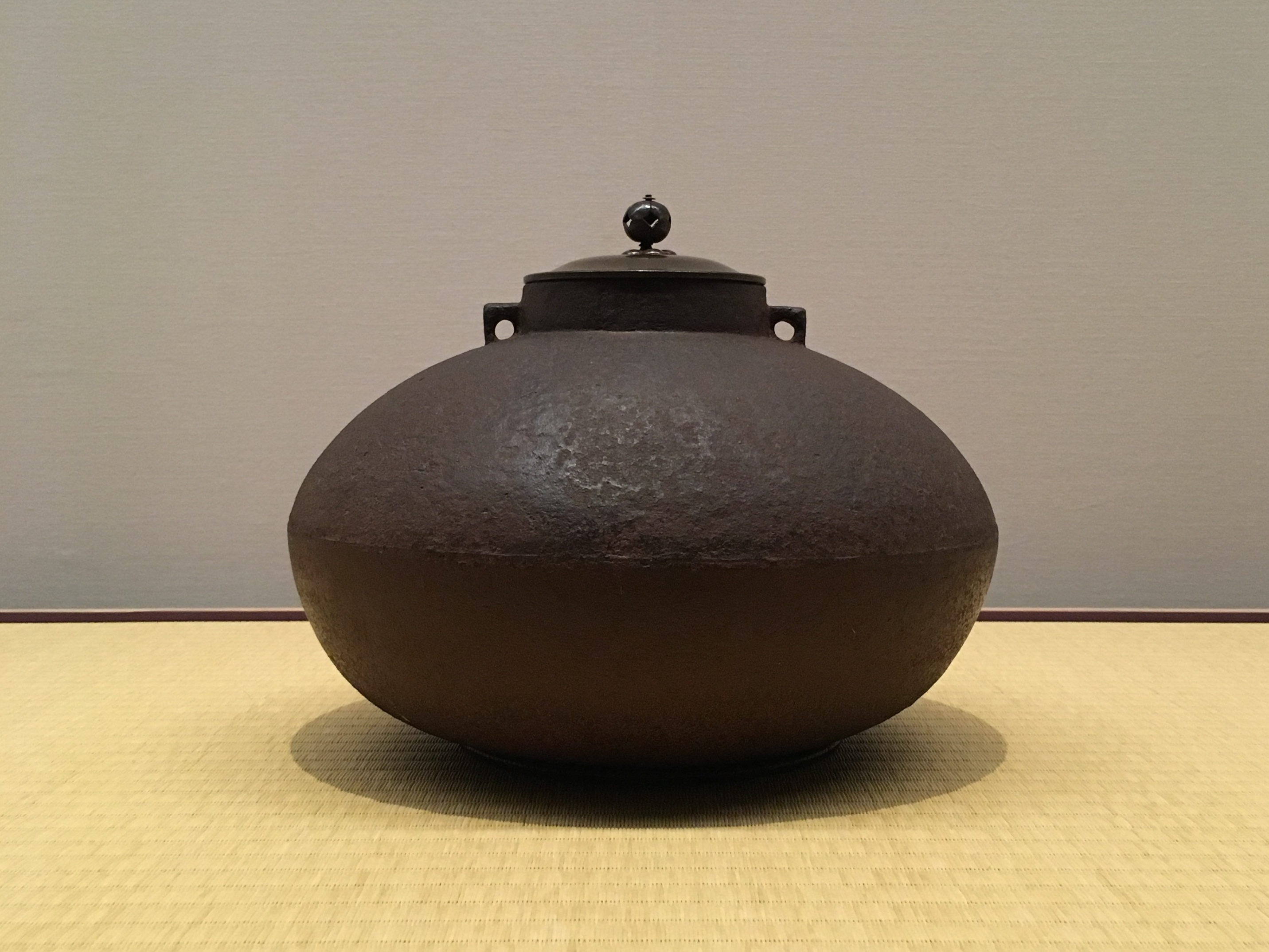
釜 天命責紐釜 安土桃山時代（16世紀）MOA美術館
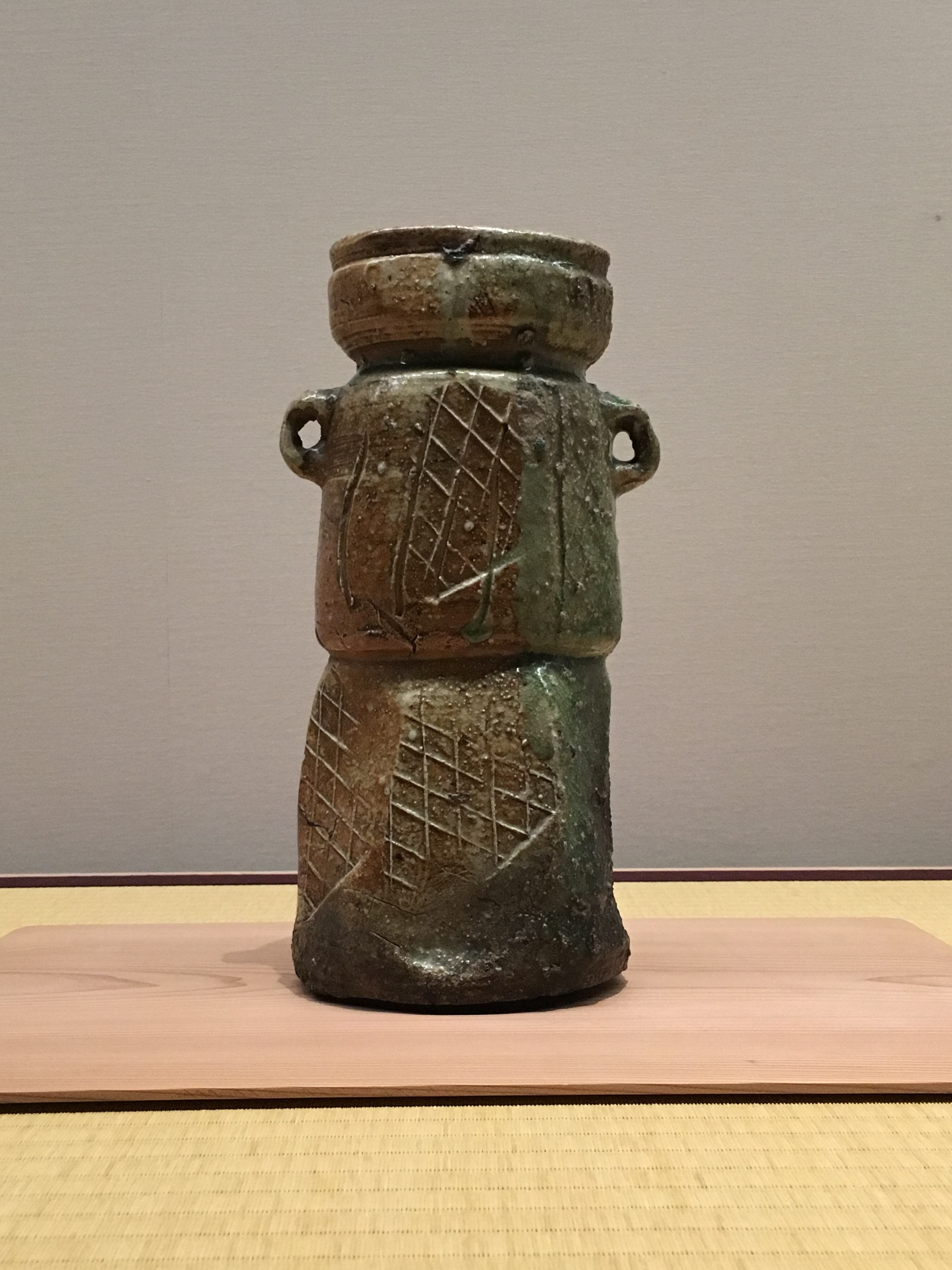
花生 伊賀耳付花生 安土桃山時代（17世紀初期）MOA美術館
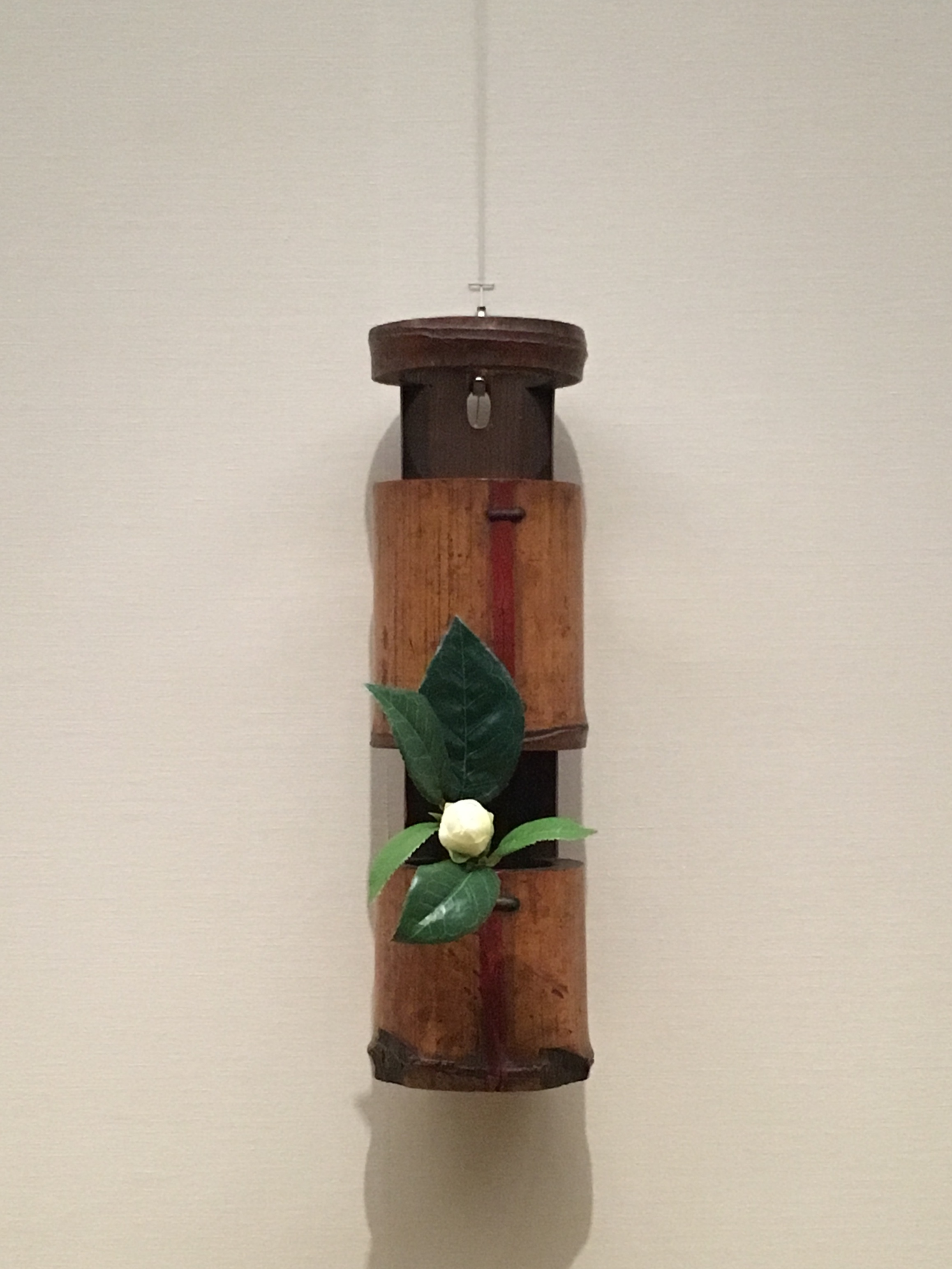
花生 竹二重切花生 武者小路千家初世一翁宗守 江戸時代（17世紀）MOA美術館
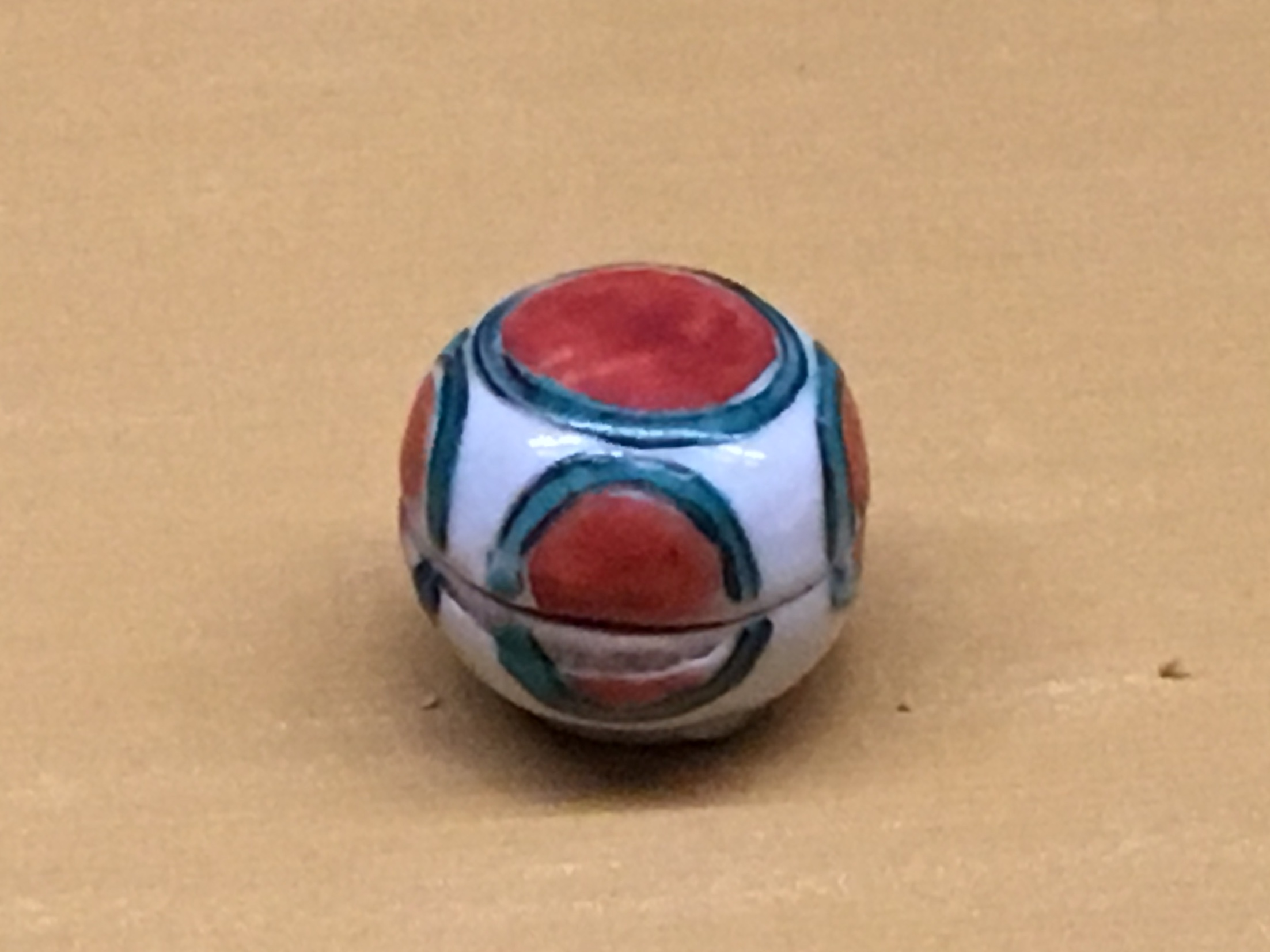
香合 呉州赤絵赤玉香合 漳州窯 明時代（17世紀）東京国立博物館
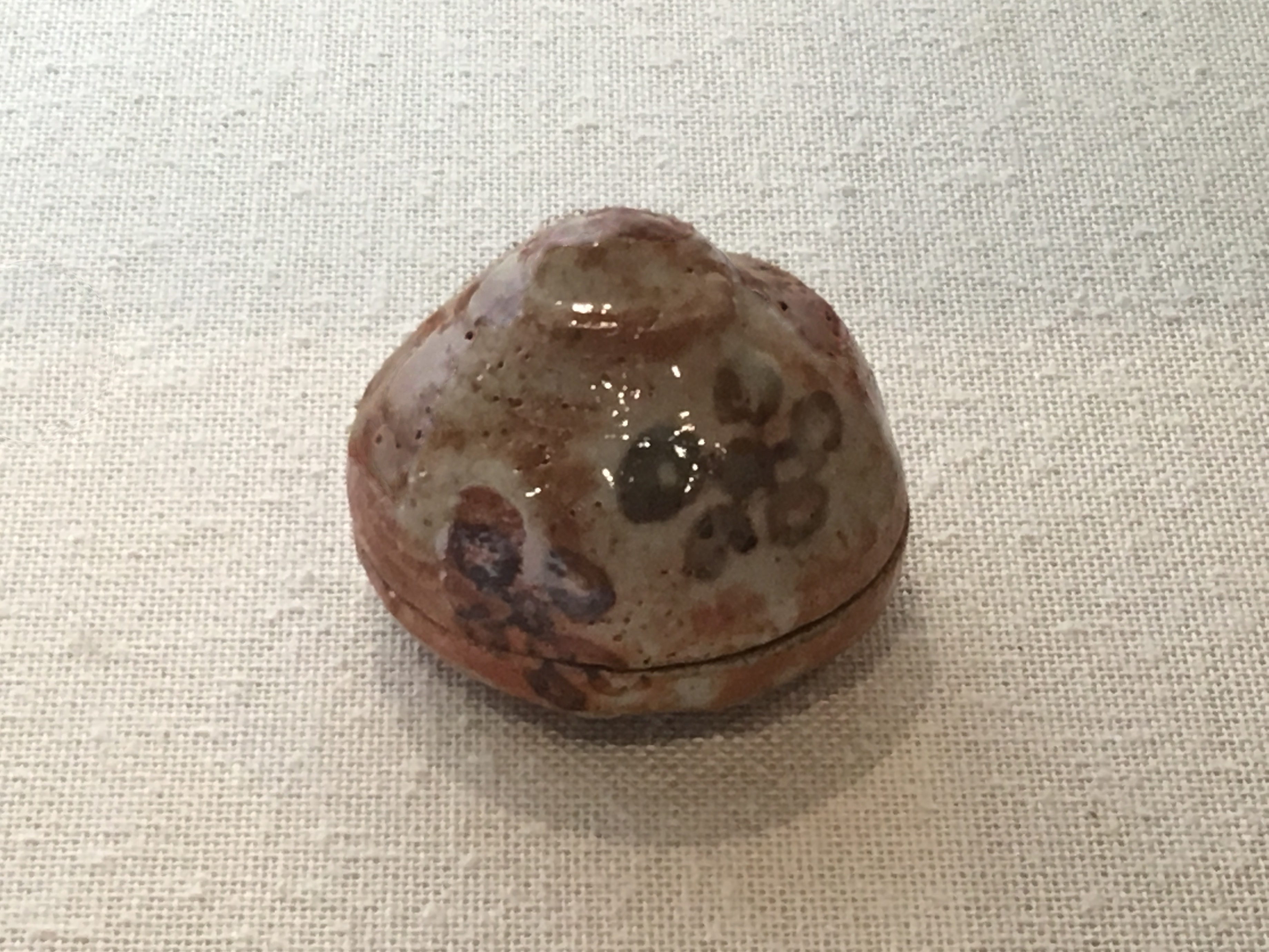
香合 志野宝珠香合 名古屋・初代平澤九朗 江戸時代（18 - 19世紀）個人蔵（愛知県陶磁美術館展示）
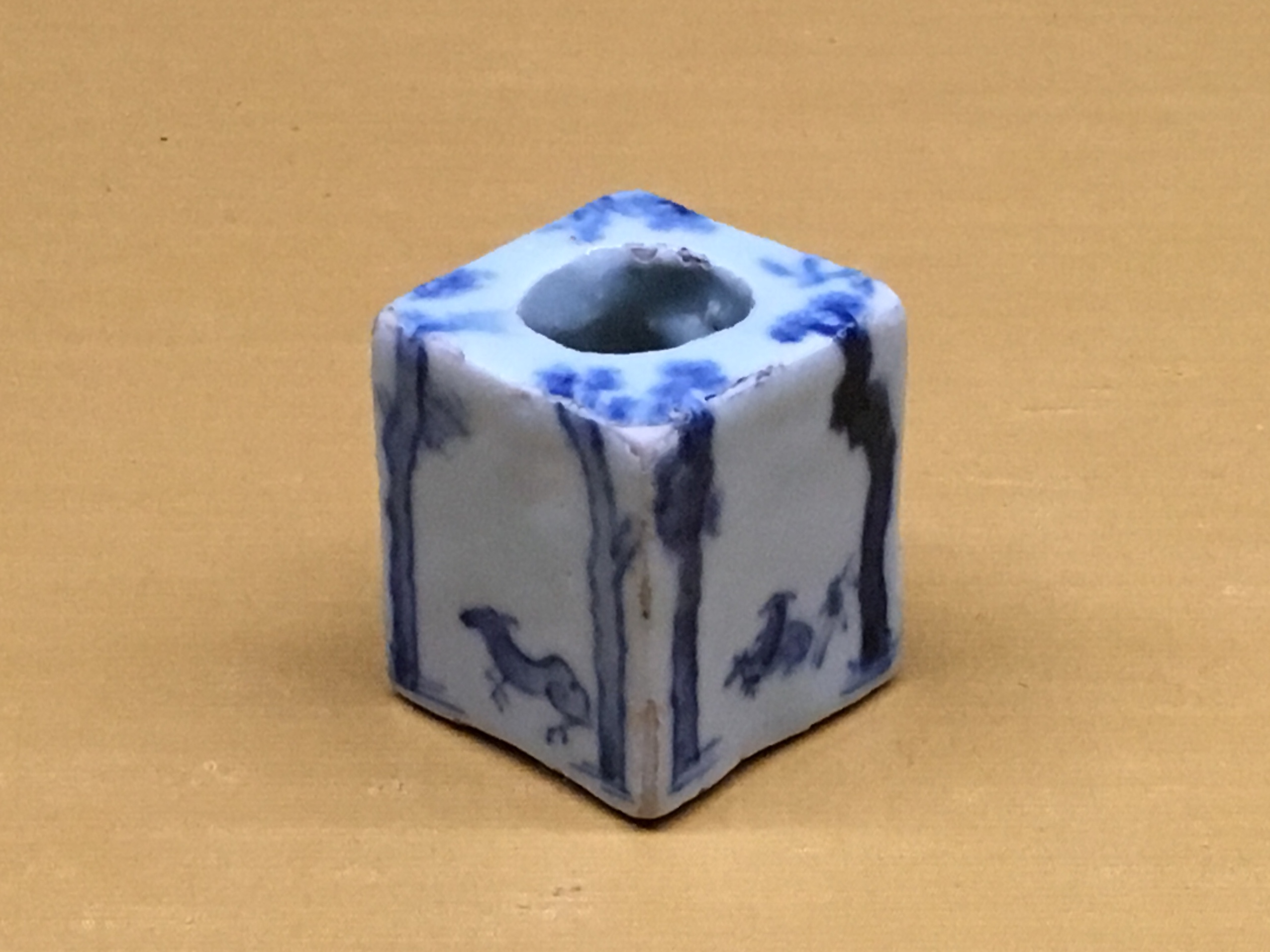
蓋置 古染付騎馬人物文蓋置 景徳鎮窯 明時代（17世紀）東京国立博物館
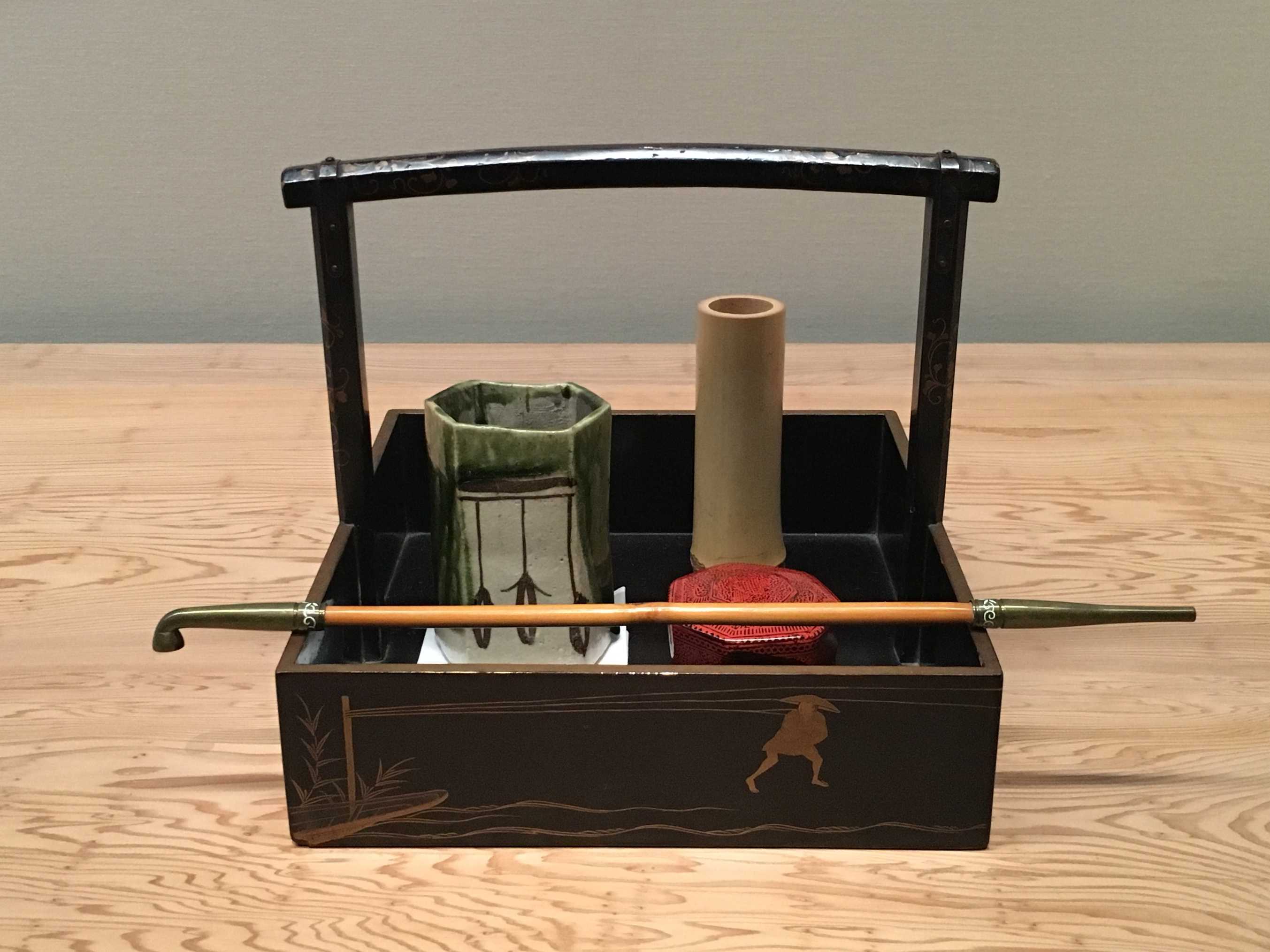
煙草盆 曳船蒔絵手付煙草盆 江戸時代（18世紀） 織部火入 安土桃山時代（17世紀） 蒟醤（キンマ）煙草入 東南アジア 煙管 一指斎好み 明治時代 以上MOA美術館